# 松岡一衛

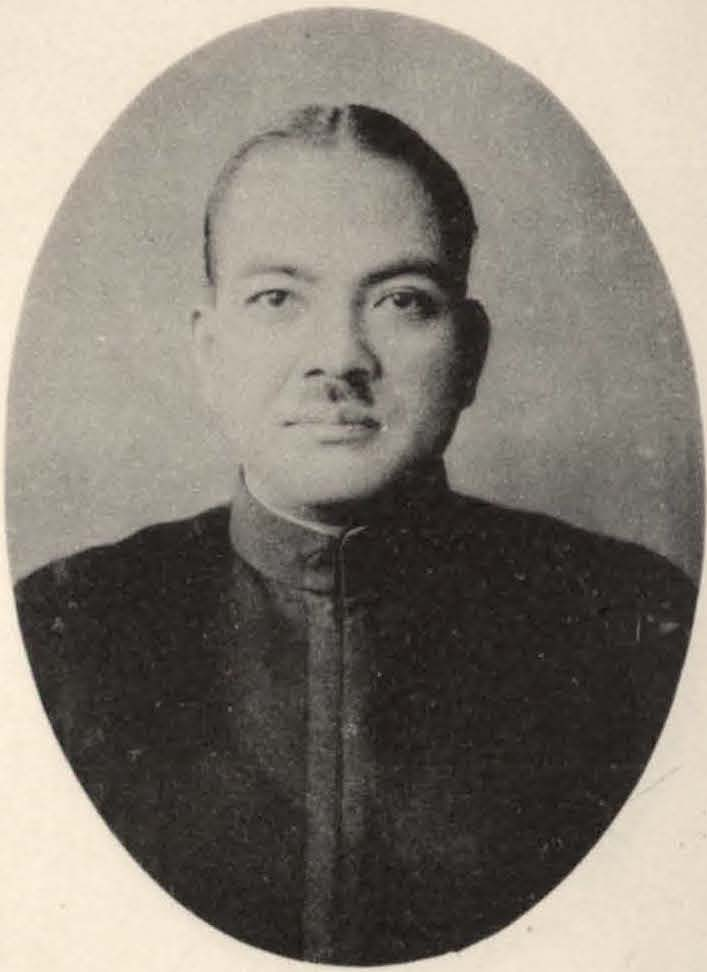
松岡一衛

松岡 一衛（まつおか かずえ、1891年（明治24年）12月20日 - 没年不詳）は、台湾総督府官僚。嘉義市尹、台北市尹、台中州知事。

## 経歴
広島県出身。1916年（大正5年）、中央大学経済科を卒業し、拓殖局雇、同属となった。1919年（大正8年）、高等試験に合格。台中州地方課長・水利課長、台湾総督府中央研究所庶務課長、嘉義市尹、殖産局特産課長・附属茶検査所長・茶業伝習所長等を歴任。1933年（昭和8年）、台北市尹となり、1936年（昭和11年）には台中州知事となった。1939年（昭和14年）には殖産局長に就任し、営林署長、天然瓦斯研究所長を兼ねた。1941年（昭和16年）に退官した。退官後は台湾石炭社長に就く。

## 家族
妻の千賀子（1906年生、女子学習院出身）は、男爵有馬頼多と智子（今園国映娘）の子で、両親が離婚したため、今園家で祖母の養女として育った。